# NGC 7035 وNGC 7035A
NGC 7035 and NGC 7035A هي زوج من المجرات المحدبة تبعد حوالي 400 إلى 430 مليون سنة ضوئية تقع في كوكبةالجدي. المجرة الرئيسية هي NGC 7035 اكتشفها عالم الفلك فرانك مولر في عام 1886.

## وصلات خارجية
- NGC 7035 &NGC 7035A على موقع ويكي سكاي: DSS2, SDSS, GALEX, IRAS, Hydrogen α, X-Ray, Astrophoto, Sky Map, Articles and images